# Catton (Yorkshire de l'Est)
 (septembre 2023).
Pour les articles homonymes, voir Catton.
Catton est une paroisse civile du Yorkshire de l'Est, en Angleterre.